# Europamästerskapen i friidrott 1966
Europamästerskapen i friidrott 1966 var de åttonde Europamästerskapen i friidrott och genomfördes 30 augusti – 4 september 1966 på Népstadion i Budapest, Ungern.

## Förkortningar
- WR = Världsrekord
- ER = Europarekord
- CR = Mästerskapsrekord

## Medaljörer, resultat

### Herrar
| Gren               | Guld                                                                    | Guld         | Silver                                                                        | Silver  | Brons                                                                           | Brons   |
| 100 meter          | Wiesław Maniak Polen                                                    | 10,5         | Roger Bambuck Frankrike                                                       | 10,5    | Claude Piquemal Frankrike                                                       | 10,5    |
| 200 meter          | Roger Bambuck Frankrike                                                 | 20,9         | Marian Dudziak Polen                                                          | 21,0    | Jean-Claude Nallet Frankrike                                                    | 21,0    |
| 400 meter          | Stanisław Gredziński Polen                                              | 46,0         | Andrzej Badeński Polen                                                        | 46,2    | Manfred Kinder Västtyskland                                                     | 46,3    |
| 800 meter          | Manfred Matuschewski Östtyskland                                        | 1.45,9 (CR)  | Franz-Joseph Kemper Västtyskland                                              | 1.46,0  | Bodo Tümmler Västtyskland                                                       | 1.46,3  |
| 1 500 meter        | Bodo Tümmler Västtyskland                                               | 3.41,9       | Michel Jazy Frankrike                                                         | 3.42,2  | Harald Norpoth Västtyskland                                                     | 3.42,4  |
| 5 000 meter        | Michel Jazy Frankrike                                                   | 13.42,8 (CR) | Harald Norpoth Västtyskland                                                   | 13.44,0 | Bernd Diessner Östtyskland                                                      | 13.47,8 |
| 10 000 meter       | Jürgen Haase Östtyskland                                                | 28.26,0 (CR) | Lájos Mecser Ungern                                                           | 28.27,0 | Leonid Mikitenko Sovjetunionen                                                  | 28.32,2 |
| Maraton            | James Hogan Storbritannien                                              | 2:20.04      | Aurèl van den Driessche Belgien                                               | 2:21.44 | Gyula Toth Ungern                                                               | 2:22.02 |
| 110 meter häck     | Eddy Ottoz Italien                                                      | 13,7 (CR)    | Hinrich John Västtyskland                                                     | 14,0    | Marcel Duriez Frankrike                                                         | 14,0    |
| 400 meter häck     | Roberto Frinolli Italien                                                | 49,8         | Gerd Lossdörfer Västtyskland                                                  | 50,3    | Robert Poirier Frankrike                                                        | 50,5    |
| 3 000 meter hinder | Viktor Kudinski Sovjetunionen                                           | 8.26,6 (CR)  | Anatoli Kurjan Sovjetunionen                                                  | 8.28,0  | Gaston Roelants Belgien                                                         | 8.28,8  |
| 4 x 100 meter      | Frankrike: Max Berger Jocelyn Delecour Claude Piquemal Roger Bambuck    | 39,4 (CR)    | Sovjetunionen: Edvin Osolin Armin Tujakov Boris Savtjuk Nikolai Ivanov        | 39,8    | Västtyskland: Hans-Jürgen Felsen Gerd Metz Dieter Enderlein Manfred Knickenberg | 39,8    |
| 4 x 400 meter      | Polen: Jan Werner Edmund Borowski Stanisław Gredziński Andrzej Badeński | 3.04,5 (CR)  | Västtyskland: Friedrich Roderfeld Jens Ulbricht Rolf Krüssmann Manfred Kinder | 3.04,8  | Östtyskland: Joachim Both Günther Klann Michael Zerbes Wilfried Weiland         | 3.05,7  |
| 20 km gång         | Dieter Lindner Östtyskland                                              | 1:29.25      | Volodymyr Holubnytjyj Sovjetunionen                                           | 1:30.06 | Nikolai Smaga Sovjetunionen                                                     | 1:30.18 |
| 50 km gång         | Abdon Pamich Italien                                                    | 4:18.42      | Gennadij Agapov Sovjetunionen                                                 | 4:20.01 | Aleksandr Sjerbina Sovjetunionen                                                | 4:20.47 |
| Höjdhopp           | Jacques Madubost Frankrike                                              | 2,12         | Robert Sainte-Rose Frankrike                                                  | 2,12    | Valerij Skvortsov Sovjetunionen                                                 | 2,09    |
| Längdhopp          | Lynn Davies Storbritannien                                              | 7,98         | Igor Ter-Ovanesian Sovjetunionen                                              | 7,88    | Jean Cochard Frankrike                                                          | 7,88    |
| Stavhopp           | Wolfgang Nordwig Östtyskland                                            | 5,10 (CR)    | Christos Papanicolaou Grekland                                                | 5,05    | Hervé d’Encausse Frankrike                                                      | 5,00    |
| Trestegshopp       | Georgi Stoikovski Bulgarien                                             | 16,67 (CR)   | Hans-Jürgen Rückborn Östtyskland                                              | 16,66   | Henrik Kalocsai Ungern                                                          | 16,59   |
| Kulstötning        | Vilmos Varjú Ungern                                                     | 19,43 (CR)   | Nikolai Karasov Sovjetunionen                                                 | 18,82   | Władysław Komar Polen                                                           | 18,68   |
| Diskuskastning     | Detlef Thorith Östtyskland                                              | 57,42 (CR)   | Hartmut Losch Östtyskland                                                     | 57,34   | Lothar Milde Östtyskland                                                        | 56,80   |
| Släggkastning      | Romuald Klim Sovjetunionen                                              | 70,02 (CR)   | Gyula Zsivótzky Ungern                                                        | 68,62   | Uwe Beyer Västtyskland                                                          | 67,28   |
| Spjutkastning      | Jānis Lūsis Sovjetunionen                                               | 82,04 (CR)   | Władysław Nikiciuk Polen                                                      | 81,76   | Gergely Kulcsár Ungern                                                          | 80,54   |
| Tiokamp            | Werner von Moltke Västtyskland                                          | 7 740        | Jörg Mattheis Västtyskland                                                    | 7 614   | Horst Beyer Västtyskland                                                        | 7 562   |

### Damer
| Gren           | Guld                                                                           | Guld        | Silver                                                                | Silver | Brons                                                                         | Brons  |
| 100 meter      | Ewa Klobukowska Polen                                                          | 11,5        | Irena Kirszenstein Polen                                              | 11,5   | Karin Frisch Västtyskland                                                     | 11,8   |
| 200 meter      | Irena Kirszenstein Polen                                                       | 23,1 (CR)   | Ewa Klobukowska Polen                                                 | 23,4   | Vera Popkova Sovjetunionen                                                    | 23,7   |
| 400 meter      | Anna Chmelková Tjeckoslovakien                                                 | 52,9 (CR)   | Antonia Munkácsi Ungern                                               | 53,9   | Monique Noirot Frankrike                                                      | 54,0   |
| 800 meter      | Vera Nikolić Jugoslavien                                                       | 2.02,8 (CR) | Zsuzsa Szabó-Nagy Ungern                                              | 2.03,1 | Antje Gleichfeldt Västtyskland                                                | 2.03,7 |
| 80 meter häck  | Karin Balzer Östtyskland                                                       | 10,7        | Karin Frisch Västtyskland                                             | 10,7   | Elzbieta Bednarek Polen                                                       | 10,7   |
| 4 x 100 meter  | Polen: Elzbieta Bednarek Danuta Straszynska Irena Kirszenstein Ewa Klobukowska | 44,4 (CR)   | Västtyskland: Renate Meyer Hannelore Trabert Karin Frisch Jutta Stöck | 44,5   | Sovjetunionen: Vera Popkova Valentina Bolsjova Ludmila Samotesova Renate Laze | 44,6   |
| Höjdhopp       | Taisia Tjentjik Sovjetunionen                                                  | 1,75 (CR)   | Ludmila Komleva Sovjetunionen                                         | 1,73   | Jaroslawa Bieda Polen                                                         | 1,71   |
| Längdhopp      | Irena Kirszenstein Polen                                                       | 6,55 (CR)   | Diana Jorgova Bulgarien                                               | 6,45   | Helga Hoffmann Västtyskland                                                   | 6,38   |
| Kulstötning    | Nadezjda Tjizjova Sovjetunionen                                                | 17,22       | Margitta Gummel Östtyskland                                           | 17,05  | Marita Lange Östtyskland                                                      | 16,96  |
| Diskuskastning | Christina Spielberg Östtyskland                                                | 57,76 (CR)  | Liesel Westermann Västtyskland                                        | 57,38  | Anita Hentschel Östtyskland                                                   | 56,80  |
| Spjutkastning  | Marion Lüttge Östtyskland                                                      | 58,74 (CR)  | Mihaele Penes Rumänien                                                | 56,94  | Valentina Popova Sovjetunionen                                                | 56,70  |
| Femkamp        | Valentina Tichomirova Sovjetunionen                                            | 4 787 (CR)  | Heide Rosendahl Västtyskland                                          | 4 765  | Ingeborg Exner Östtyskland                                                    | 4 713  |

## Medaljfördelning
| Medaljfördelning |                 |      |        |       |        |
| Plats            | Land            | Guld | Silver | Brons | Totalt |
| 1                | Östtyskland     | 8    | 3      | 6     | 17     |
| 2                | Polen           | 7    | 5      | 3     | 15     |
| 3                | Sovjetunionen   | 6    | 7      | 7     | 20     |
| 4                | Frankrike       | 4    | 3      | 7     | 14     |
| 5                | Italien         | 3    | -      | -     | 3      |
| 6                | Västtyskland    | 2    | 10     | 9     | 21     |
| 7                | Storbritannien  | 2    | -      | -     | 2      |
| 8                | Ungern          | 1    | 4      | 3     | 8      |
| 9                | Bulgarien       | 1    | 1      | -     | 2      |
| 10               | Jugoslavien     | 1    | -      | -     | 1      |
|                  | Tjeckoslovakien | 1    | -      | -     | 1      |
| 12               | Belgien         | -    | 1      | 1     | 2      |
| 13               | Grekland        | -    | 1      | -     | 1      |
|                  | Rumänien        | -    | 1      | -     | 1      |